# Nota verbal
La nota verbal es una comunicación oficial escrita dirigida por una misión diplomática en el Ministerio con competencias en política extranjera del Estado receptor o viceversa que, en su origen, recogía los términos de una conversación (de ahí su nombre) y era, muy frecuentemente, entregada al término de la misma.
Actualmente la nota verbal es la nota diplomática por excelencia y su uso se ha generalizado hasta el punto que constituye el vehículo normal de comunicación escrita entre las embajadas y el Ministerio con competencias en política extranjera del Estado receptor. Ya no hacen referencia, casi nunca, a una conversación previa que generalmente no ha tenido lugar, y se emplean para cualquier tipo de gestión, desde las más estrictamente diplomáticas (comunicación de una información, petición de apoyo en una instancia internacional, etc.) hasta las puramente administrativas, como la solicitud de una franquicia, comunicación de un cese de personal, etcétera.
El nivel inferior de comunicación entre dos estados soberanos, por debajo de la nota verbal, aunque sin capacidad para obligar, sería el Non paper.
La nota puede entregarse personalmente por un diplomático o remitirse por cualquier otro conducto. La nota verbal se redacta en tercera persona siguiendo fórmulas del tipo siguiente: "La Embajada de ... saluda atentamente al Ministerio de Política Extranjera y tiene el honor de (comunicarle, rogarle, informarle, sólo solicitar de ella, etcétera) ... la Embajada de ... aprovecha la ocasión para reiterar al Ministerio de Política Extranjera el testimonio de su alta consideración ".
La nota verbal no se firma, pero generalmente se rubrica o se colocan las iniciales del jefe de misión al final de su texto, que concluye con la fecha. La nota verbal puede emplearse igualmente para la comunicación entre las diferentes misiones diplomáticas acreditadas en una misma capital.
Constituye también el medio de comunicación normal en las relaciones entre una misión permanente y una organización internacional.
En España, a los efectos de recepción y emisión de notas verbales, el Ministerio con competencias en todo el territorio nacional en materia de política extranjera es el Ministerio de Asuntos Exteriores, Unión Europea y Cooperación.